# Phil Parkes (calciatore 1947)
Phil Parkes (West Bromwich, 14 luglio 1947) è un ex calciatore inglese, di ruolo portiere.

## Carriera
Cresciuto nel Wolverhampton, esordisce in prima squadra nella First Division 1964-1965, retrocedendo in cadetteria. L'anno seguente ottiene il sesto posto finale mentre la stagione successiva, grazie al secondo posto ottenuto, viene promosso in massima serie.
Con i Wolves disputò l'unica edizione del campionato dell'United Soccer Association, lega che poteva fregiarsi del titolo di campionato di Prima Divisione su riconoscimento della FIFA, nel 1967: quell'edizione della Lega fu disputata utilizzando squadre europee e sudamericane in rappresentanza di quelle della USA, che non avevano avuto tempo di riorganizzarsi dopo la scissione che aveva dato vita al campionato concorrente della National Professional Soccer League; la squadra di Los Angeles fu rappresentata per l'appunto dal Wolverhampton. I "Wolves" vinsero la Western Division e batterono in finale i Washington Whips che erano rappresentati dagli scozzesi dell'Aberdeen.
L'anno seguente è chiuso al diciassettesimo posto finale mentre quello successivo il sedicesimo.
Nell'estate 1969 Parkes torna con i Wolves a giocare negli Stati Uniti d'America, questa volta nelle vesti dei Kansas City Spurs giocando la prima parte della NASL 1969, denominata NASL International Cup, contro altri sodalizi britannici, vincendola. La seconda parte fu giocata con le normali rose dei club statunitensi ed il torneo venne comunque vinto dagli Spurs.
Nella stagione 1969-1970 ottiene il tredicesimo posto finale a cui ne seguì un quarto nella First Division 1970-1971, acquisendo il diritto a partecipare alla prima Coppa UEFA. Ottiene il nono posto nella stagione 1971-1972 e raggiunge la finale della Coppa UEFA 1971-1972, perdendo il trofeo contro il Tottenham. Nella First Division 1972-1973 si piazza al quinto posto finale, qualificandosi alla Coppa UEFA 1973-1974. 
Nella stagione 1973-1974 è chiusa al dodicesimo posto ottenendo comunque la qualificazione alla coppa UEFA, mentre il cammino in Europa termina ai sedicesimi di finale. L'anno seguente è concluso nuovamente al dodicesimo posto con i Wolves eliminati ai trentaduesimi di finale nella Coppa UEFA 1974-1975. La First Division 1975-1976 si conclude con la retrocessione del club di Parkes nella cadetteria inglese.
Dall'estate 1976 inizia a militare durante la pausa del campionato inglese nuovamente nella NASL, questa volta con i Vancouver Whitecaps. Nel campionato 1976 giunge ai turni di spareggio del torneo.
Ritornato ai Wolves vince la Second Division 1976-1977, ottenendo l'immediato ritorno nella massima serie inglese.
Nell'estate 1977, ritornato ai Caps, raggiunge nuovamente i turni di spareggio del torneo North American Soccer League 1977.
Nell'ultima stagione trascorsa con i Wolves ottiene il quindicesimo posto della First Division 1977-1978.
Passato definitivamente ai Caps, raggiunge i quarti di finale nel 1978 e si aggiudica l'edizione seguente.
Nella stagione 1980 passa ai Chicago Sting, con cui chiude il torneo agli ottavi di finale. La stagione seguente la inizia con gli Sting ma passa a competizione in corso al San Jose Earthquakes, chiudendo il torneo al quarto ed ultimo posto della Western Division della NASL.
L'anno dopo viene ingaggiato dall'Oklahoma City Slickers, militante nella American Soccer League, ottenendo il secondo posto nella competizione. Torna nella NASL con i Toronto Blizzard, perdendo la finale della North American Soccer League 1983 contro i Tulsa Roughnecks. Sempre nel 1983 torna a giocare in Oklahoma.
Terminata l'esperienza americana torna in patria per giocare nel Worcester City.

## Palmarès
- Campionato statunitense di calcio: 1

Los Angeles Wolves: 1967
- Second Division: 1

Wolverhampton Wanderers: 1974-1975
- North American Soccer League: 1

Vancouver Whitecaps: 1979